# Calapan
Calapan – miasto na Filipinach na wyspie Mindoro w regionie MIMAROPA. Jest największym i najbardziej ruchliwym portem morskim na wyspie Mindoro. Znajduje się około 130 km w linii prostej na południe od Manili. Ośrodek administracyjny prowincji Oriental Mindoro. Według spisu powszechnego z 2007 roku miasto zamieszkiwało 116 116 osób.